# Giải Lasker
Giải thưởng Lasker được trao hàng năm từ năm 1946 dành cho những người còn sống đã có cống hiến lớn cho ngành y học hoặc thực hiện các dịch vụ y tế cộng đồng. Giải thưởng này được quản lý bởi Quỹ Lasker, thành lập bởi nhà tiên phong trong ngành quảng cáo, Albert Lasker và vợ của ông, Mary Woodard Lasker (sau này bà trở thành một nhà hoạt động nghiên cứu y học có ảnh hưởng). Giải thưởng này đôi lúc được cho là "Giải Nobel của nước Mỹ". 76 chủ nhân của giải Lasker đã nhận được giải Nobel.
Giải Lasker được coi là có uy tín thứ hai trong ngành y học, sau giải Nobel.
Chủ tịch hiện tại của Quỹ Lasker là Maria C. Preire.
Bốn giải thưởng chính bao gồm:
- Giải Albert Lasker cho nghiên cứu Y học cơ bản (Albert Lasker Basic Medical Research Award)
- Giải nghiên cứu Y học lâm sàng Lasker-DeBakey (Lasker-DeBakey Clinical Medical Research Award)
- Giải Mary Woodard Lasker cho phục vụ công ích (Mary Woodard Lasker Public Service Award) (trước năm 2000 là Giải Albert Lasker cho phục vụ công ích)
- Giải Lasker-Koshland cho thành tựu đặc biệt về Y học (Lasker-Koshland Special Achievement Award in Medical Science) (1994-)